# دونالد باين
دونالد باين (بالإنجليزية: Donald Bain)‏ (6 مارس 1935، مينيولا في الولايات المتحدة - 21 أكتوبر 2017، وايت بلينس في الولايات المتحدة)؛ كاتب وروائي أمريكي.

## روابط خارجية
- دونالد باين على موقع IMDb (الإنجليزية)